# Comunità territoriale di Hirs'ke
La Comunità territoriale urbana di Hirs'ke (in ucraino Гірська міська громада?) è una hromada ucraina, situata nel distretto di Sjevjerodonec'k e nell'oblast' di Luhans'k. Il suo centro amministrativo è la città di Hirs'ke.
L'area della comunità è di 169,8 km² e una popolazione, al 2020, di 33 125 abitanti.

## Suddivisioni

### Città
- Hirs'ke
- Zolote

### Insediamenti di tipo urbano
- Nižne
- Novotoškivs'ke
- Toškivka

### Villaggi
- Žolobok
- Katerynivka
- Kryms'ke
- Orichove
- Pryčepylivka
- Sokil'nyky